# Hylaeus przewalskyi
Hylaeus przewalskyi là một loài Hymenoptera trong họ Colletidae. Loài này được Morawitz mô tả khoa học năm 1886.